# Гуйдя Іван Іларіонович
Іван Гуйдя (рум. Ivan Guidea; нар. 12 травня 1988, Ніспорени, Молдавська РСР) — молдовський і румунський борець вільного стилю, дворазовий бронзовий призер чемпіонатів Європи, переможець міжнародних турнірів, учасник Олімпійських ігор.

## Біографія
Боротьбою почав займатися з 2004 року. Спочатку займався у тренера Юрія Чередника, потім у Григорія Черіча. Потім його наставником був брат Анатолій. На початку своєї спортивної кар'єри виступав за збірну Молдови. У її складі — дворазовий бронзовий призер чемпіонатів Європи серед кадетів (Стамбул-2004, Тирана-05). Але в той час в Молдові у борців не було ніякої підтримки. Брати участь у змаганнях доводилося за свій рахунок. Міг боротися лише на першостях Європи, які проходили неподалік від Молдови, так як міг дозволити собі поїздку на автобусі або поїзді. У 2009 році вирішив перейти до збірної Румунії, де оплачували проїзд, давали зарплату. До того ж Румунія розташована неподалік від дому. Перехід зайняв багато часу, три роки Іван майже не боровся і лише з 2013 року почав захищати кольори румунської збірної. У її складі став бронзовим призером континентальної першості та виборов право боротися на літніх Олімпійських ігор 2016 в Ріо-де-Жанейро.
Виступає за борцівський клуб CSM з міста Лугож. Бере також участь в клубному чемпіонаті Німеччини.

### Родина
Іван — наймолодший з чотирьох дітей в родині Іларіона та Віри Гуйді. Батько — агроном, мати — вчитель музики в дитячому садку. Найстарший брат Анатолій — теж борець, спочатку виступав за збірну Молдови. У її складі був срібним призером чемпіонату світу серед кадетів (1993) і срібним призером чемпіонату Європи серед юніорів (1997). У 2000 році отримав болгарське громадянство і почав захищати кольори цієї країни. Срібний призер чемпіонату світу, чемпіон, дворазовий срібний та триразовий бронзовий призер чемпіонатів Європи, учасник літніх Олімпійських ігор 2012 року в Лондоні (13 місце).

## Спортивні результати на міжнародних змаганнях

### Виступи на Олімпіадах
| Змагання                    | Збірна  | Вагова категорія          | Місце |
| --------------------------- | ------- | ------------------------- | ----- |
| Літні Олімпійські ігри 2016 | Румунія | вільна боротьба, до 57 кг | 11    |

### Виступи на Чемпіонатах світу
| Змагання                        | Збірна  | Вагова категорія          | Місце |
| ------------------------------- | ------- | ------------------------- | ----- |
| Чемпіонат світу з боротьби 2009 | Молдова | вільна боротьба, до 55 кг | 25    |
| Чемпіонат світу з боротьби 2013 | Румунія | вільна боротьба, до 60 кг | 9     |
| Чемпіонат світу з боротьби 2014 | Румунія | вільна боротьба, до 61 кг | 15    |
| Чемпіонат світу з боротьби 2015 | Румунія | вільна боротьба, до 57 кг | 15    |
| Чемпіонат світу з боротьби 2017 | Румунія | вільна боротьба, до 61 кг | 8     |
| Чемпіонат світу з боротьби 2018 | Румунія | вільна боротьба, до 61 кг | 14    |
| Чемпіонат світу з боротьби 2019 | Румунія | вільна боротьба, до 65 кг | 32    |

### Виступи на Чемпіонатах Європи
| Змагання                         | Збірна  | Вагова категорія          | Місце  |
| -------------------------------- | ------- | ------------------------- | ------ |
| Чемпіонат Європи з боротьби 2013 | Румунія | вільна боротьба, до 60 кг | 11     |
| Чемпіонат Європи з боротьби 2016 | Румунія | вільна боротьба, до 61 кг | Бронза |
| Чемпіонат Європи з боротьби 2018 | Румунія | вільна боротьба, до 61 кг | Бронза |

### Виступи на Європейських іграх
| Змагання              | Збірна  | Вагова категорія          | Місце |
| --------------------- | ------- | ------------------------- | ----- |
| Європейські ігри 2015 | Румунія | вільна боротьба, до 61 кг | 7     |

### Виступи на інших змаганнях
| Змагання                                                         | Збірна  | Вагова категорія                 | Місце  |
| ---------------------------------------------------------------- | ------- | -------------------------------- | ------ |
| Турнір Дана Колова — Николи Петрова 2013                         | Румунія | вільна боротьба, до 60 кг        | Бронза |
| Турнір Чорного моря 2013                                         | Румунія | вільна боротьба, до 60 кг        | 5      |
| Гран-прі Німеччини з боротьби 2013                               | Румунія | вільна боротьба, до 60 кг        | 8      |
| Меморіал Іона Корнеану 2013                                      | Румунія | вільна боротьба, до 60 кг        | Золото |
| Меморіал Вацлава Циолковського 2013                              | Румунія | вільна боротьба, до 60 кг        | 5      |
| Турнір Дана Колова — Николи Петрова 2015                         | Румунія | вільна боротьба, до 61 кг        | Золото |
| Меморіал Вацлава Циолковського 2015                              | Румунія | вільна боротьба, до 57 кг        | 12     |
| Henri Deglane Challenge 2015                                     | Румунія | вільна боротьба, до 65 кг        | 5      |
| Олімпійський кваліфікаційний турнір з боротьби 2016 (Улан-Батор) | Румунія | вільна боротьба, до 57 кг        | Золото |
| Меморіал Вацлава Циолковського 2016                              | Румунія | вільна боротьба, до 61 кг        | 7      |
| Гран-прі Німеччини з боротьби 2016                               | Румунія | вільна боротьба, до 61 кг        | 5      |
| Кубок Європейських націй з боротьби 2016                         | Румунія | команда                          | 6      |
| Золотий Гран-прі з боротьби 2016                                 | Румунія | вільна боротьба, до 61 кг        | 8      |
| Перлина Македонії 2017                                           | Румунія | вільна боротьба, до 61 кг        | Золото |
| Меморіал Вацлава Циолковського 2017                              | Румунія | вільна боротьба, до 57 кг        | 9      |
| Меморіал Іона Корнеану і Ладислава Сімона 2017                   | Румунія | вільна боротьба, до 57 кг        | Бронза |
| Кубок Ахмата Кадирова 2017                                       | Румунія | вільна боротьба, до Teamevent кг | Бронза |
| Інтерконтінентальний кубок з боротьби 2017                       | Румунія | вільна боротьба, до 61 кг        | 16     |
| Henri Deglane Challenge 2017                                     | Румунія | вільна боротьба, до 65 кг        | Срібло |
| Київський Міжнародний турнір з боротьби 2018                     | Румунія | вільна боротьба, до 61 кг        | 12     |
| Турнір Дана Колова — Николи Петрова 2018                         | Румунія | вільна боротьба, до 61 кг        | 5      |
| Меморіал Вацлава Циолковського 2018                              | Румунія | вільна боротьба, до 61 кг        | 9      |
| Меморіал Іона Корнеану і Ладислава Сімона 2018                   | Румунія | вільна боротьба, до 61 кг        | Срібло |
| Кубок Ахмата Кадирова 2018                                       | Румунія | команда                          | Срібло |
| Міжнародний меморіал Дейва Шульца 2019                           | Румунія | вільна боротьба, до 65 кг        | 10     |
| Турнір Дана Колова — Николи Петрова 2019                         | Румунія | вільна боротьба, до 65 кг        | 21     |
| Меморіал Іона Корнеану і Ладислава Сімона 2019                   | Румунія | вільна боротьба, до 65 кг        | 5      |
| Турнір Олександра Медведя 2019                                   | Румунія | вільна боротьба, до 65 кг        | 12     |
| Гран-прі Франції Анрі Деглана 2020                               | Румунія | вільна боротьба, до 65 кг        | 17     |

### Виступи на змаганнях молодших вікових груп
| Змагання                                       | Збірна  | Вагова категорія          | Місце  |
| ---------------------------------------------- | ------- | ------------------------- | ------ |
| Чемпіонат Європи з боротьби серед кадетів 2004 | Молдова | вільна боротьба, до 42 кг | Бронза |
| Чемпіонат Європи з боротьби серед кадетів 2005 | Молдова | вільна боротьба, до 50 кг | Бронза |
| Чемпіонат Європи з боротьби серед юніорів 2006 | Молдова | вільна боротьба, до 55 кг | 7      |
| Чемпіонат Європи з боротьби серед юніорів 2007 | Молдова | вільна боротьба, до 55 кг | 5      |
| Чемпіонат світу з боротьби серед юніорів 2008  | Молдова | вільна боротьба, до 55 кг | 9      |